# هملاک سوسایتی (فیلم)
«هملاک سوسایتی» (انگلیسی: Hemlock Society (film)) فیلمی در ژانر موزیکال است که در سال ۲۰۱۲ منتشر شد.